# Lübecker Senat 1879 und 1880

Flagge Lübecks 1890–1935

Der Senat der Freien und Hansestadt Lübeck als Kabinett in den Jahren 1879 und 1880. 

## Bürgermeister

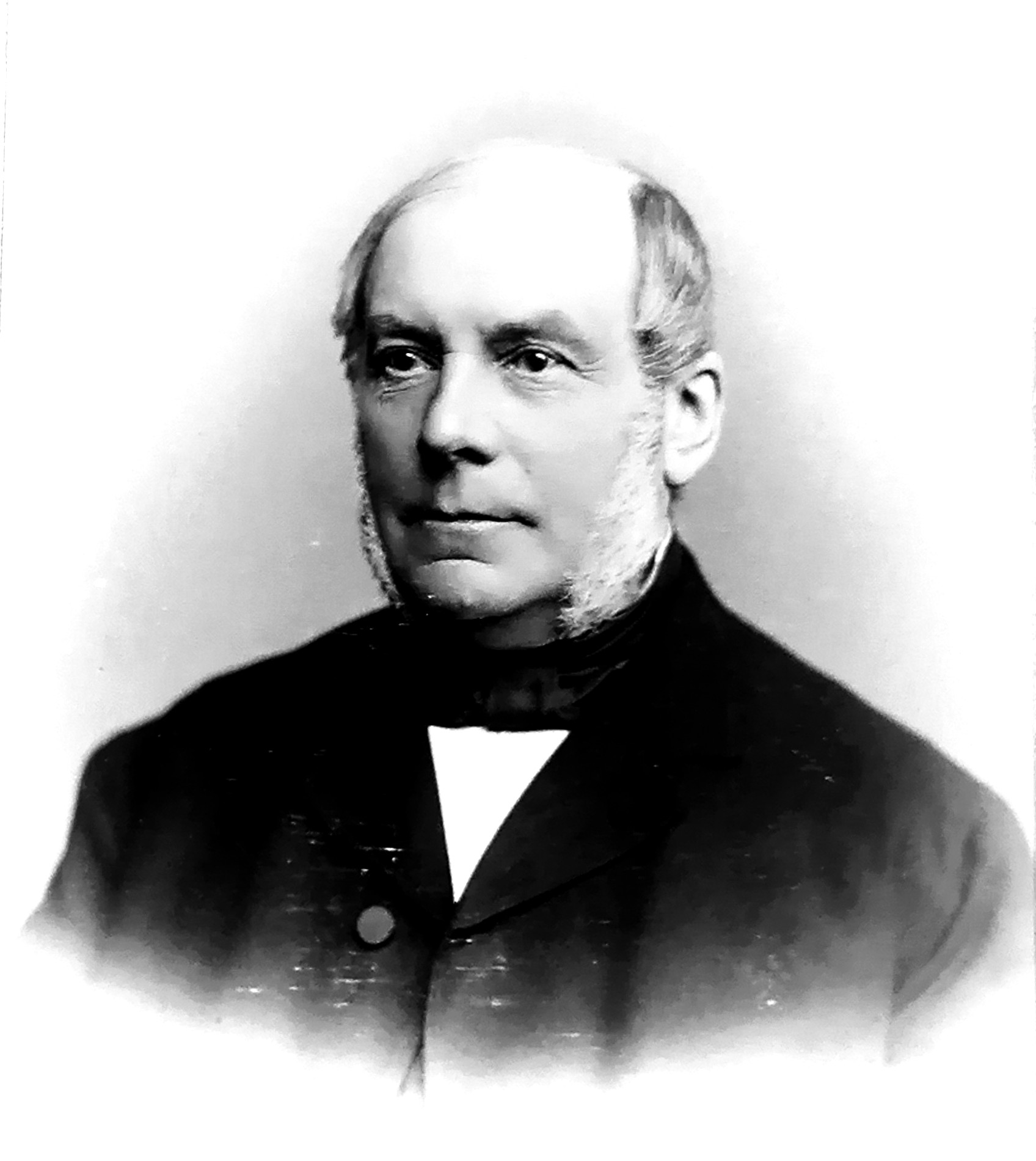
Heinrich Theodor Behn

- Heinrich Theodor Behn, Senator seit 1858

## Senatoren
- Johann Daniel Eschenburg, seit 1846
- Theodor Curtius, seit 1846
- Gabriel Christian Carl Hermann Schroeder, seit 1865
- Georg Friedrich Harms, seit 1866
- Heinrich Gustav Plitt, seit 1866. Gestorben 26. Oktober 1879.
- Philipp Wilhelm Plessing, seit 1867. Gestorben 17. Mai 1879.
- Arthur Gustav Kulenkamp, seit 1869
- Wilhelm Brehmer, seit 1870
- Christian Theodor Overbeck, seit 1870. Gestorben 23. März 1880.
- Carl Heinrich Sievers, seit 1871
- Franz Eduard Hermann Rittscher, seit 1873
- Thomas Johann Heinrich Mann, seit 1877, in dieser Periode zuständig für die Central-Armen-Deputation
- Johannes Fehling, seit 1878
- Heinrich Klug, seit 1879
- Heinrich Alphons Plessing, seit 1879
- Karl Peter Klügmann, seit 1880